# Törökország az Eurovíziós Dalfesztiválokon
Törökország eddig harmincnégy alkalommal vett részt az Eurovíziós Dalfesztiválon.
A török műsorsugárzó a Türkiye Radyo ve Televizyon Kurumu, amely 1950 óta tagja az Európai Műsorsugárzók Uniójának, és 1975-ben csatlakozott a versenyhez.
Törökország eddig egy alkalommal, 2003-ban aratott győzelmet.

## Története

### Évről évre

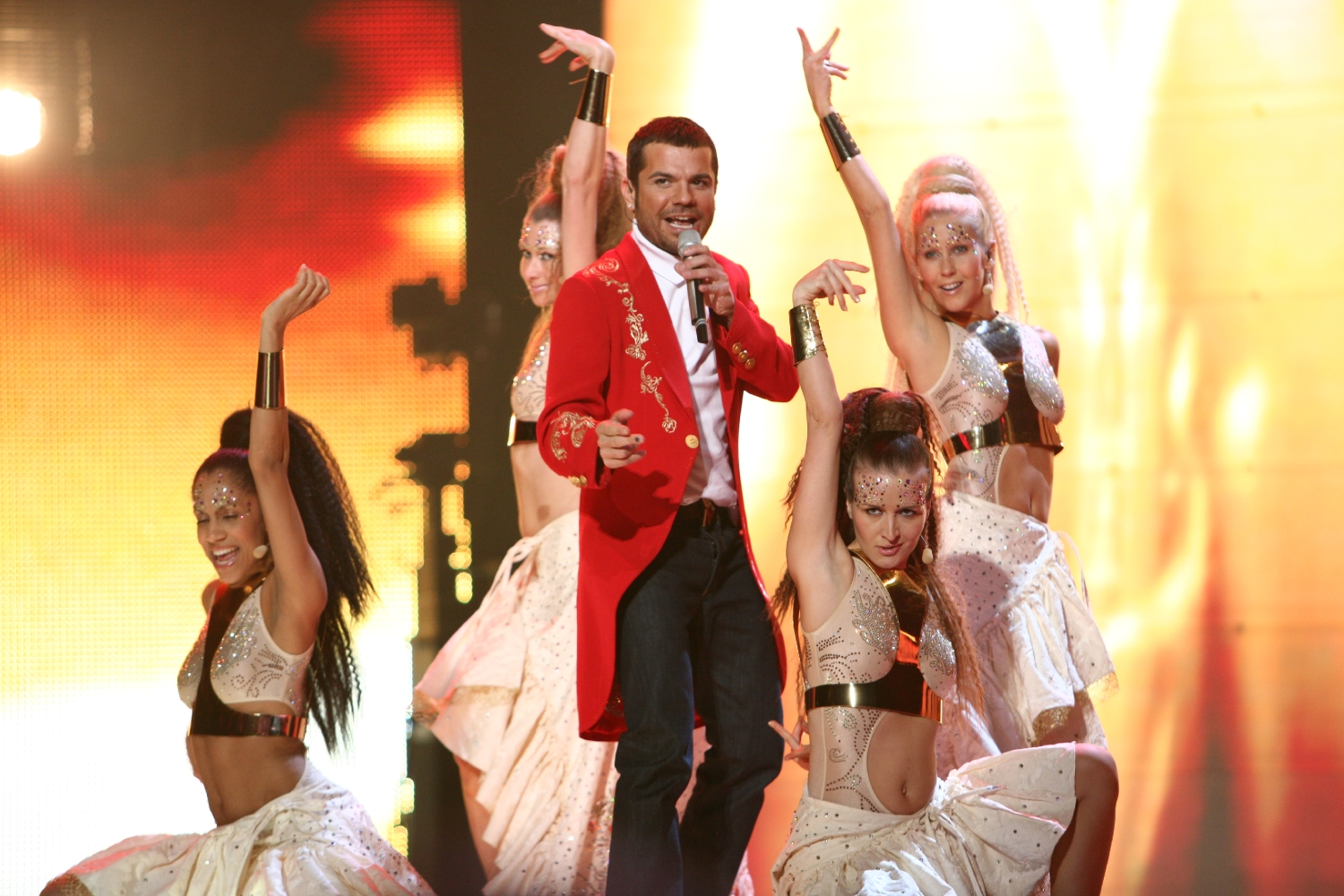
Kenan Doğulu Helsinkiben (2007)

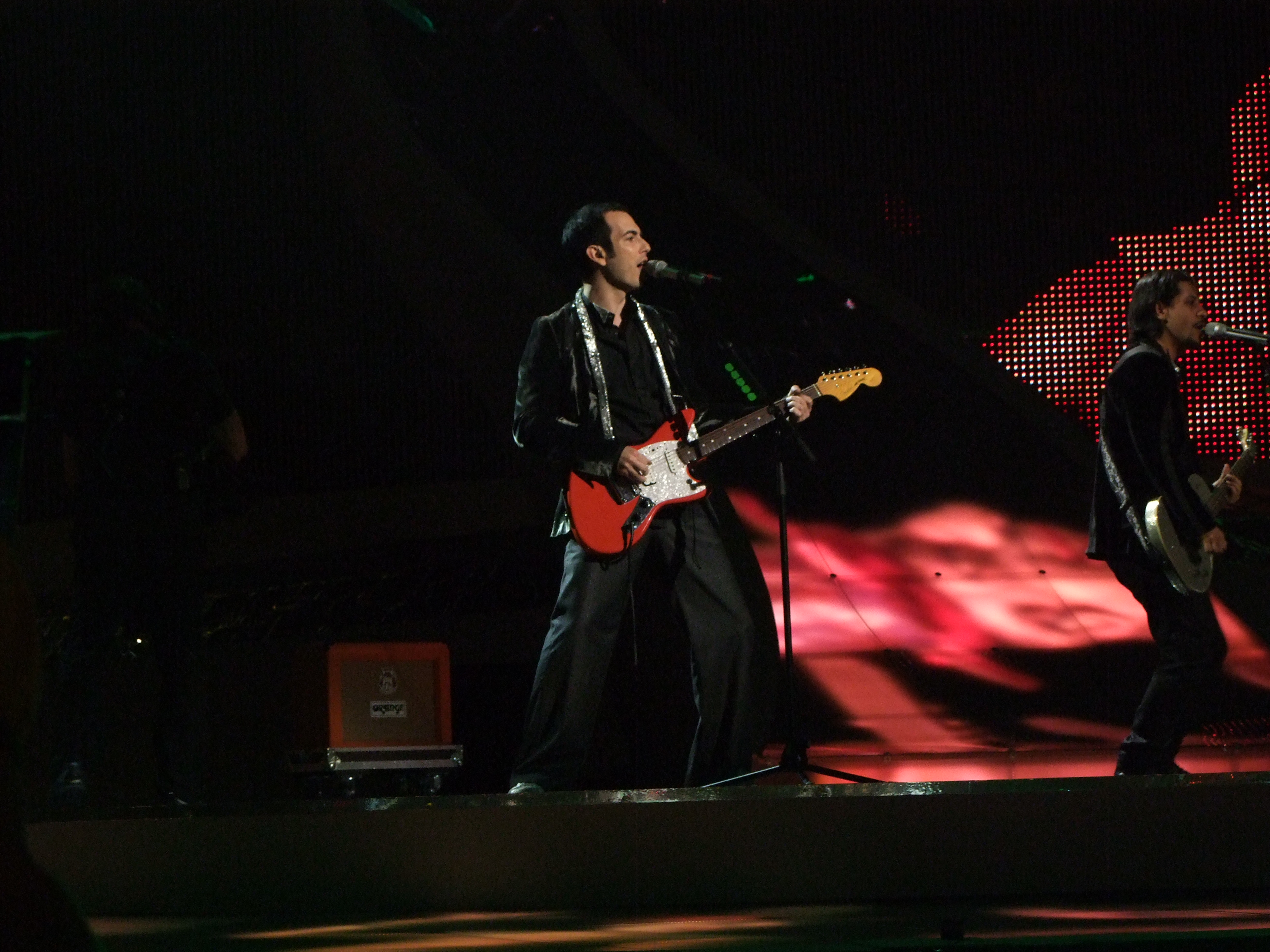
Mor ve ötesi Belgrádban (2008)

Törökország 1975-ben debütált, de az első éveikben rendre az utolsók között végeztek. 1983-ban és 1987-ben is nulla ponttal zártak a táblázat alján.
Tíz év versenyzés után, 1986-ban végeztek először az első tízben, és újabb tíz évvel később, 1997-ben érték el első nagy sikerüket, amikor a harmadik helyen végeztek. Az 1993 és 2003 között érvényben lévő kieséses rendszer értelmében egyszer, 1994-ben nem vehettek részt az előző év rossz eredménye miatt.
2003-ban megszerezték első győzelmüket, így a 2004-es versenynek Isztambul adott otthont. Törökország volt az első ország, mely kétnapos fesztivált rendezhetett, mert ekkor vezették be az elődöntőt. Győzelmük után a legsikeresebb országok közé tartozik. Háromszor is a negyedik helyen végeztek. 2010-ben Németország mögött a második helyen végeztek, míg 2011-ben a dalfesztivál történetében először, nem sikerült továbbjutniuk az elődöntőből.

### Nyelvhasználat
Törökország 1975-ös debütálásakor még érvényben volt a nyelvhasználatot korlátozó szabály. Ennek értelmében indulóiknak az ország hivatalos nyelvén, vagyis török nyelven kellett énekelniük. Ezt a szabályt 1999-ben törölték el, azóta néhány angol nyelvű dallal is neveztek.
Eddigi harmincnégy dalukból huszonhárom török nyelvű, hét angol nyelvű, négy pedig angol és török kevert nyelvű volt.

### Nemzeti döntő
Törökország nemzeti döntője a Eurovision Şarkı Yarışması nevet viselte, és 1975 és 2005 között 2003 kivételével minden alkalommal megrendezték. 2003-ban a TRT a nemzeti döntő nélküli belső kiválasztás mellett döntött, majd 2006 óta minden évben.
Az első, 1975-ös nemzeti döntő rendhagyó a dalfesztivál történetében, ugyanis az indulót sorsolással döntötték el. Az indulók közül két győztest választottak, akiknek két boríték közül kellett választaniuk, és az egyikben az állt, hogy "A dal, amely Törökországot képviseli Svédországban." Később általában tíz előadó részvételével rendeztek nemzeti döntőt, melyek közül egy zsűri választott, és csak az első három helyezettet hirdették ki. 1989-ben új formátumot vezettek be, regionális zsűrik alakították ki a végeredményt, majd 1995-ben visszatértek az eredeti lebonyolításhoz.
2004-ben az Athena együttes énekelt három dalt, és ekkor első alkalommal a nézők választhatták ki a győztest, telefonos szavazás segítségével. Az eddigi utolsó, 2005-ös nemzeti döntőben hét dal közül egy zsűri választotta ki az indulót.

## Résztvevők
| Év   | Előadó                                      | Dal                          | Magyar fordítás                  | Döntő                   | Pontszám                | Elődöntő             | Pontszám             |
| ---- | ------------------------------------------- | ---------------------------- | -------------------------------- | ----------------------- | ----------------------- | -------------------- | -------------------- |
| 1975 | Semiha Yankı                                | Seninle bir dakika           | Egy perc veled                   | 19.                     | 3                       | Nem volt elődöntő    | Nem volt elődöntő    |
|      |                                             |                              |                                  |                         |                         | Nem volt elődöntő    | Nem volt elődöntő    |
| 1978 | Nilüfer és Nazar                            | Sevince                      | Öröm                             | 18.                     | 2                       | Nem volt elődöntő    | Nem volt elődöntő    |
|      |                                             |                              |                                  |                         |                         | Nem volt elődöntő    | Nem volt elődöntő    |
| 1980 | Ajda Pekkan                                 | Petr’oil                     | Petróleum                        | 15.                     | 23                      | Nem volt elődöntő    | Nem volt elődöntő    |
| 1981 | Modern Folk Trio és Ayseg                   | Dönme dolap                  | A körhinta                       | 18.                     | 9                       | Nem volt elődöntő    | Nem volt elődöntő    |
| 1982 | Neco                                        | Hani?                        | Hol?                             | 15.                     | 20                      | Nem volt elődöntő    | Nem volt elődöntő    |
| 1983 | Çetin Alp & The Short Waves                 | Opera                        | —                                | 19.                     | 0                       | Nem volt elődöntő    | Nem volt elődöntő    |
| 1984 | Beş Yıl Önce, On Yıl Sonra                  | Halay                        | —                                | 12.                     | 37                      | Nem volt elődöntő    | Nem volt elődöntő    |
| 1985 | MFÖ                                         | Aşık oldum (Didai Didai Dai) | Szerelmes lettem                 | 14.                     | 36                      | Nem volt elődöntő    | Nem volt elődöntő    |
| 1986 | Klips ve Onlar                              | Halley                       | —                                | 9.                      | 53                      | Nem volt elődöntő    | Nem volt elődöntő    |
| 1987 | Seyyal Taner & Locomotif                    | Şarkım sevgi üstüne          | A dalom a szerelemről            | 22.                     | 0                       | Nem volt elődöntő    | Nem volt elődöntő    |
| 1988 | MFÖ                                         | Sufi                         | Szúfi                            | 15.                     | 37                      | Nem volt elődöntő    | Nem volt elődöntő    |
| 1989 | Pan                                         | Bana bana                    | Nekem, nekem                     | 21.                     | 5                       | Nem volt elődöntő    | Nem volt elődöntő    |
| 1990 | Kayahan                                     | Gözlerinin hapsindeyim       | Újra a szemeidben                | 17.                     | 21                      | Nem volt elődöntő    | Nem volt elődöntő    |
| 1991 | Can Uğurluer, İzel Çeliköz és Reyhan Karaca | İki dakika                   | Két perc                         | 12.                     | 44                      | Nem volt elődöntő    | Nem volt elődöntő    |
| 1992 | Aylin Vatankoş                              | Yaz bitti                    | Vége a nyárnak                   | 19.                     | 17                      | Nem volt elődöntő    | Nem volt elődöntő    |
| 1993 | Burak Aydos                                 | Esmer yarim                  | Barna kedvesem                   | 21.                     | 10                      | Nem volt elődöntő    | Nem volt elődöntő    |
|      |                                             |                              |                                  |                         |                         | Nem volt elődöntő    | Nem volt elődöntő    |
| 1995 | Arzu Ece                                    | Sev!                         | Szeress!                         | 16.                     | 27                      | Nem volt elődöntő    | Nem volt elődöntő    |
| 1996 | Şebnem Paker                                | Beşinci mevsim               | Az ötödik évszak                 | 12.                     | 57                      | Nem volt elődöntő    | Nem volt elődöntő    |
| 1997 | Şebnem Paker & Grup Etnik                   | Dinle                        | Hallgasd                         | 3.                      | 121                     | Nem volt elődöntő    | Nem volt elődöntő    |
| 1998 | Tüzmen                                      | Unutamazsın                  | Nem tudsz felejteni              | 14.                     | 25                      | Nem volt elődöntő    | Nem volt elődöntő    |
| 1999 | Tuğba Önal & Grup Mistik                    | Dön artık                    | Gyere vissza!                    | 16.                     | 21                      | Nem volt elődöntő    | Nem volt elődöntő    |
| 2000 | Pınar Ayhan & The SOS                       | Yorgunum anla                | Értsd meg, hogy belefáradtam     | 10.                     | 59                      | Nem volt elődöntő    | Nem volt elődöntő    |
| 2001 | Sedat Yüce                                  | Sevgiliye son                | Viszlát szerelmem                | 11.                     | 41                      | Nem volt elődöntő    | Nem volt elődöntő    |
| 2002 | Buket Bengisu & Grup Safir                  | Leylaklar soldu kalbinde     | Orgonák hervadtak el a szívedben | 16.                     | 29                      | Nem volt elődöntő    | Nem volt elődöntő    |
| 2003 | Sertab Erener                               | Everyway That I Can          | Mindenféleképpen                 | 1.                      | 167                     | Nem volt elődöntő    | Nem volt elődöntő    |
| 2004 | Athena                                      | For Real                     | Tényleg                          | 4.                      | 195                     | Automatikusan döntős | Automatikusan döntős |
| 2005 | Gülseren & Shaman                           | Rimi Rimi Ley                | —                                | 13.                     | 92                      | Automatikusan döntős | Automatikusan döntős |
| 2006 | Sibel Tüzün                                 | Süper star                   | Szupersztár                      | 11.                     | 91                      | 8.                   | 91                   |
| 2007 | Kenan Doğulu                                | Shake It Up Şekerim          | Rázzad kedvesem                  | 4.                      | 163                     | 3.                   | 197                  |
| 2008 | Mor ve Ötesi                                | Deli                         | Őrült                            | 7.                      | 137                     | 7.                   | 85                   |
| 2009 | Hadise                                      | Düm Tek Tek                  | —                                | 4.                      | 177                     | 2.                   | 172                  |
| 2010 | maNga                                       | We Could Be The Same         | Egyformák lehetünk               | 2.                      | 170                     | 1.                   | 118                  |
| 2011 | Yüksek Sadakat                              | Live It Up                   | Élvezd ki                        | Nem jutott be a döntőbe | Nem jutott be a döntőbe | 13.                  | 47                   |
| 2012 | Can Bonomo                                  | Love Me Back                 | Szeress viszont!                 | 7.                      | 112                     | 5.                   | 80                   |
|      |                                             |                              |                                  |                         |                         |                      |                      |

## Szavazástörténet

### 1975–2012
| Hely | Ország              | Pont |
| ---- | ------------------- | ---- |
| 1.   | Bosznia-Hercegovina | 175  |
| 2.   | Egyesült Királyság  | 126  |
| 3.   | Írország            | 124  |
| 4.   | Spanyolország       | 118  |
| 5.   | Svédország          | 97   |
| 6.   | Hollandia           | 95   |
| 7.   | Málta               | 93   |
| 8.   | Németország         | 86   |
| 9.   | Azerbajdzsán        | 84   |
| 10.  | Görögország         | 81   |

| Hely | Ország              | Pont |
| ---- | ------------------- | ---- |
| 1.   | Németország         | 208  |
| 2.   | Franciaország       | 190  |
| 3.   | Hollandia           | 168  |
| 4.   | Svájc               | 154  |
| 5.   | Egyesült Királyság  | 143  |
| 6.   | Belgium             | 140  |
| 7.   | Bosznia-Hercegovina | 133  |
| 8.   | Észak-Macedónia     | 125  |
| 9.   | Albánia             | 113  |
| 10.  | Románia             | 107  |

Törökország még sosem adott pontot a döntőben a következő országoknak: Marokkó, Szerbia és Szlovákia

## Rendezések
| Év   | Város                  | Helyszín          | Műsorvezető(k)             |
| ---- | ---------------------- | ----------------- | -------------------------- |
| 2004 | Törökország, Isztambul | Abdi İpekçi Aréna | Korhan Abay, Meltem Cumbul |

## Háttér
| Év    | Rendező    | Kommentátor                                      | Pontbejelentő                                    |
| ----- | ---------- | ------------------------------------------------ | ------------------------------------------------ |
| 1973  | Luxembourg | Bülend Özveren                                   | Nem vettek részt                                 |
| 1974  | Brighton   | Bülend Özveren                                   | Nem vettek részt                                 |
| 1975  | Stockholm  | Bülend Özveren                                   | Bülent Osma                                      |
| 1976  | Hága       | Bülend Özveren                                   | Nem vettek részt                                 |
| 1977  | London     | Bülend Özveren                                   | Nem vettek részt                                 |
| 1978  | Párizs     | Bülend Özveren                                   | Meral Savcı                                      |
| 1979  | Jeruzsálem | Nem vettek részt és nem közvetítették a versenyt | Nem vettek részt és nem közvetítették a versenyt |
| 1980  | Hága       | Bülend Özveren                                   | Başak Doğru                                      |
| 1981  | Dublin     | Bülend Özveren                                   | Başak Doğru                                      |
| 1982  | Harragate  | Ümit Tunçağ                                      | Başak Doğru                                      |
| 1983  | München    | Başak Doğru                                      | Fatih Orbay                                      |
| 1984  | Luxembourg | Başak Doğru                                      | Fatih Orbay                                      |
| 1985  | Göteborg   | Başak Doğru                                      | Fatih Orbay                                      |
| 1986  | Bergen     | Bülend Özveren                                   | Ümit Tunçağ                                      |
| 1987  | Brüsszel   | Bülend Özveren                                   | Canan Kumbasar                                   |
| 1988  | Dublin     | Bülend Özveren                                   | Canan Kumbasar                                   |
| 1989  | Lausanne   | Bülend Özveren                                   | Canan Kumbasar                                   |
| 1990  | Zágráb     | Başak Doğru                                      | Korhan Abay                                      |
| 1991  | Róma       | Başak Doğru                                      | Canan Kumbasar                                   |
| 1992  | Malmö      | Bülend Özveren                                   | Korhan Abay                                      |
| 1993  | Millstreet | Bülend Özveren                                   | Ömer Önder                                       |
| 1994  | Dublin     | Bülend Özveren                                   | Nem vettek részt                                 |
| 1995  | Dublin     | Bülend Özveren                                   | Ömer Önder                                       |
| 1996  | Oslo       | Bülend Özveren                                   | Ömer Önder                                       |
| 1997  | Dublin     | Bülend Özveren                                   | Ömer Önder                                       |
| 1998  | Birmingham | Ömer Önder                                       | Osman Erkan                                      |
| 1999  | Jeruzsálem | Gülşah Banda                                     | Osman Erkan                                      |
| 2000  | Stockholm  | Ömer Önder                                       | Osman Erkan                                      |
| 2001  | Koppenhága | Ömer Önder                                       | Meltem Ersan Yazgan                              |
| 2002  | Tallinn    | Bülend Özveren                                   | Meltem Ersan Yazgan                              |
| 2003  | Riga       | Bülend Özveren                                   | Meltem Ersan Yazgan                              |
| 2004  | Isztambul  | Bülend Özveren és Didem Tolunay                  | Meltem Ersan Yazgan                              |
| 2005  | Kijev      | Bülend Özveren                                   | Meltem Ersan Yazgan                              |
| 2006  | Athén      | Bülend Özveren                                   | Meltem Ersan Yazgan                              |
| 2007  | Helsinki   | Hakan Urgancı                                    | Meltem Ersan Yazgan                              |
| 2008  | Belgrád    | Bülend Özveren                                   | Meltem Ersan Yazgan                              |
| 2009  | Moszkva    | Bülend Özveren                                   | Meltem Ersan Yazgan                              |
| 2010  | Oslo       | Bülend Özveren                                   | Meltem Ersan Yazgan                              |
| 2011  | Düsseldorf | Bülend Özveren és Erhan Konuk                    | Ömer Önder                                       |
| 2012  | Baku       | Bülend Özveren és Erhan Konuk                    | Ömer Önder                                       |
| 2013– | 2013–      | Nem vettek részt és nem közvetítették a versenyt | Nem vettek részt és nem közvetítették a versenyt |